# Zoutaccijns
Zoutaccijns of zoutbelasting is accijns die werd geheven over zout. Zout was in vroeger tijden een kostbaar goed dat in grote hoeveelheden als conserveermiddel werd gebruikt. Bij gebrek aan koeling was het een van de weinige middelen om vis en vlees houdbaar te maken en men ontkwam niet aan het gebruik ervan. Op zout rustte in veel landen een staatsmonopolie en er werden bij de consument of bij de leverancier, afhankelijk van het belastingstelsel, accijnzen over geheven die een belangrijke vorm van inkomsten voor de staat waren.

## Zoutaccijns in Nederland
Tot 1795 was er geen landelijke wetgeving omtrent accijnzen op zout in de Nederlanden. De zoutbelasting was een regionale aangelegenheid. Tijdens de Bataafse Republiek werden de accijnzen landelijk geregeld. De heffing vond plaats bij de consument. Tijdens de Franse overheersing werd de heffing naar de leverancier verschoven, die deze doorberekende. Na de Franse tijd konden ook lokale overheden belasting op zout heffen. De Gemeentewet van 1851 maakte hier een eind aan. In 1852 vond de parlementaire enquête naar de accijns op zout plaats, de eerste parlementaire enquête in de Nederlandse geschiedenis. De zoutzieders aan de kust werden door de gewijzigde wetgeving benadeeld ten opzichte van hun concurrenten in het binnenland. Uiteindelijk werd de regering in 1853 ontbonden en is er nooit een rapport verschenen. Voor industrieel gebruik was zout belastingvrij. Vissers die hun vangst aan boord verwerkten vielen onder die regeling, maar omdat transport over zee bij uitstek geschikt was als smokkelroute waren er strikte regels. Zo moest in Nederland in de negentiende eeuw een schip bij terugkomst een zoutvlag voeren en na het binnenlopen van de haven controleurs aan boord laten om de zoutvoorraad te inspecteren.
De wet op de zoutaccijns werd in 1942 buiten werking gesteld; definitieve afschaffing volgde in 1951.

## Gabelle in Frankrijk

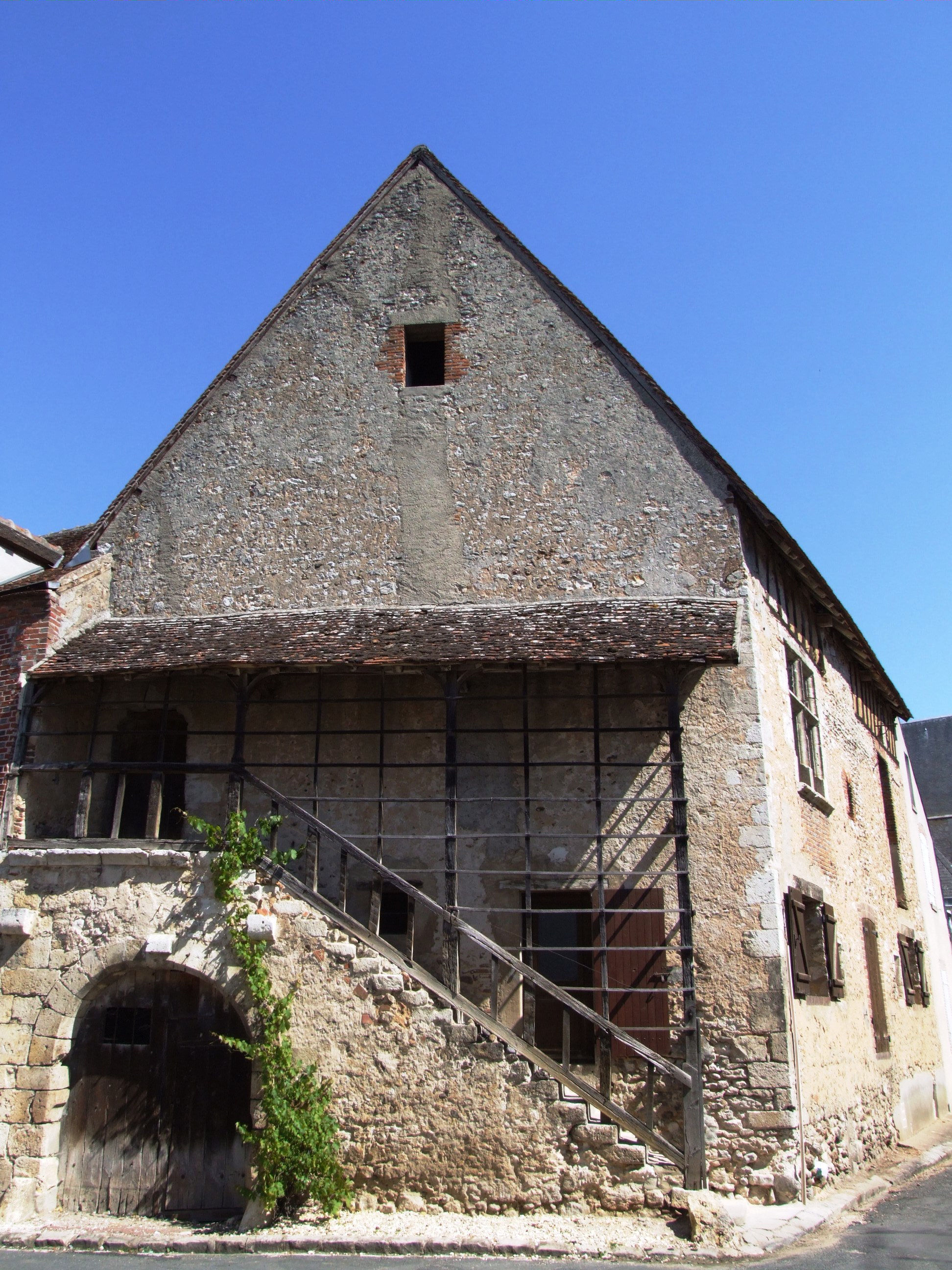
Voormalige grenier à sel in Châtillon-Coligny

De gabelle of zoutbelasting was een van de voornaamste inkomstenbronnen van de Franse kroon. In 1246 stelde koning Lodewijk IX de gabelle in als tijdelijke belasting. Ook koning Filips de Schone hief in 1286 een zoutbelasting. Onder koning Filips VI werd de gabelle een permanente belasting over het hele koninkrijk en in 1343 kreeg de kroon het monopolie over de zouthandel. Het zout werd op centrale plaatsen opgeslagen in zogenaamde greniers à sel. De zoutbelasting verschilde sterk per provincie en dit zorgde voor een levendige smokkel. Vanaf het einde van de 17e eeuw werd de zoutbelasting geïnd via de Ferme générale, waarbij belastingpachters instonden voor de inning van de accijns en een vast bedrag doorstortten aan de schatkist. In 1790 werd de zoutbelasting afgeschaft maar Napoleon stelde haar weer in vanaf 1806. Onder de Tweede Franse Republiek werd ze opnieuw afgeschaft; definitieve afschaffing volgde pas in 1945.

## Zoutaccijns in de geschiedenis
De oudst bekende documentatie over de belasting op zout dateert van meer dan tweeduizend jaar geleden. De oude rijken Egypte, Babylonië en Perzië kenden deze vorm van belasting al. Rond 110 v.Chr. werd in China door de toenmalige heerser Wu van Han het monopolie op de zouthandel opgeëist. In Europa werden soortgelijke heffingen in de Middeleeuwen op grote schaal ingevoerd. Van tijd tot tijd braken opstanden uit om accijnzen op zout, dat als een eerste levensbehoefte gold voor iedereen, ook de allerarmsten die daardoor onevenredig zwaar belast werden.
In 1930 legde Mahatma Gandhi met zijn volgelingen de zoutmars af, een tocht van 390 kilometer. Met de mars wilde Gandhi bij de oceaan bij Dandi zelf zout gaan maken om zo te protesteren tegen het Britse zoutmonopolie in India. De mars was het grootste protest tegen de Britse overheersing sinds de ongehoorzaamheidsbeweging in 1920-22, en vormde een belangrijk onderdeel in de Indische strijd voor onafhankelijkheid.